# روز بلوا
روز بَلوا فیلمی به کارگردانی بهروز شعیبی، نویسندگی مهران کاشانی و تهیه‌کنندگی محمدرضا تخت‌کشیان محصول سال ۱۳۹۸ است. این فیلم در بخش سودای سیمرغ سی و هشتمین دوره جشنواره فیلم فجر حضور داشت. در آذر ۱۴۰۰ این فیلم با درخواست کارگردان و تهیه‌کننده در قالب سریال سه قسمتی به صورت انحصاری از نماوا پخش شد.

## داستان
عماد (بابک حمیدیان) استاد دانشگاهی خوشنام و یک چهره تلویزیونی مورد توجه است. او ناگهان توسط پلیس با اتهام‌هایی جدی مواجه می‌شود که خود و خانواده اش را در موقعیت پیچیده‌ای قرار می‌دهد.

## بازیگران
- بابک حمیدیان
- لیلا زارع
- داریوش ارجمند
- محسن کیایی
- ساغر قناعت
- پاشا جمالی
- محمد علیمحمدی
- مسعود دلخواه
- زکیه بهبهانی